# Amat Escalante
Amat Escalante (ur. 28 lutego 1979 w Barcelonie) – meksykański reżyser, scenarzysta i producent filmowy. W swoich filmach pokazuje brutalne oblicze współczesnego Meksyku, naznaczonego przemocą i walkami narkotykowych gangów.

## Życiorys
Urodził się w Barcelonie, gdzie pracowali jego rodzice - Meksykanin i Amerykanka. Mieszkał też z nimi krótko w Norwegii. Większość dzieciństwa spędził w meksykańskim Guanajuato. W wieku dwunastu lat przeniósł się wraz z matką do Los Angeles. Studiował montaż filmowy i dźwięk w Barcelonie oraz na Kubie.
Po powrocie do Meksyku wyreżyserował krótkometrażowy film Amarrados (2002), który zdobył nagrodę na 53. MFF w Berlinie. Zainspirowany obejrzanym filmem Carlosa Reygadasa Japón (2002), napisał do jego reżysera. Wkrótce potem został asystentem swojego mentora na planie filmu Bitwa w niebie (2005). Obydwaj tak się zaprzyjaźnili, że postanowili współpracować - Reygadas został producentem kilku pierwszych filmów Escalante.
Jego pełnometrażowy debiut Krew (2005) został zakwalifikowany do sekcji "Un Certain Regard" na 58. MFF w Cannes, gdzie otrzymał Nagrodę FIPRESCI. Następne filmy Escalante osiągnęły jeszcze większe sukcesy: za Heli (2013) zdobył nagrodę za reżyserię na 66. MFF w Cannes, a za dramat Nieoswojeni (2016) - analogiczną nagrodę za reżyserię na 73. MFF w Wenecji.
Tworzy kino gatunkowe z ambicjami, często w konwencji kryminału, thrillera lub horroru. Ze względu na ilość przemocy w swoich filmach uważany jest za brutalistę. Dziennikarze okrzyknęli go też mianem meksykańskiego Quentina Tarantino.

## Filmografia

### Reżyser

#### Filmy fabularne
- 2005: Krew (Sangre)
- 2008: Los bastardos
- 2010: Rewolucja (Revolución) - epizod El cura Nicolas colgado
- 2013: Heli
- 2016: Nieoswojeni (La región salvaje)
- 2023: Zagubieni pośród nocy (Lost in the Night)

#### Filmy krótkometrażowe
- 2002: Amarrados
- 2014: Esclava

#### Seriale TV
- 2018: Narcos: Meksyk (Narcos: Mexico) - dwa odcinki[9][10]